# Primero de Mayo (Chiapas)
Primero de Mayo es una localidad del estado mexicano de Chiapas. Es parte del municipio de Villa Corzo.

## Toponimia
El nombre de la localidad refiere al Día internacional del trabajo, celebrado el 1 de mayo.

## Demografía
| Gráfica de evolución demográfica |
|                                  |

| Censo | Población |
| ----- | --------- |
| 1940  | 166       |
| 1950  | 583       |
| 1960  | 832       |
| 1970  | 1 192     |
| 1980  | 1 356     |
| 1990  | 2 249     |
| 2000  | 2 423     |
| 2010  | 2 381     |
| 2020  | 2 536     |